# Pierre Cuypers jr.
Pierre Jean Joseph Michel Cuypers jr. (Hilversum, 11 juli 1891 – Amsterdam, 3 april 1982), was een Nederlands architect. Hij was de oudste zoon van Joseph Cuypers en een kleinzoon van Pierre Cuypers.

## Stijl
Een van Cuypers' vroegste werken is een kloosterkapel in Weert, gebouwd in traditionalistische stijl in 1911. Begin jaren 20 werkte hij enige tijd samen met de Franse monnik-architect Dom Bellot aan het ontwerp van een kapel te Eindhoven en de Onze-Lieve-Vrouw-Onbevlekte-Ontvangenkerk te Waalwijk. Cuypers raakte sterk beïnvloed door Bellots expressionisme. In 1920 associeerde hij zich met zijn vader en nam hij de leiding over het Amsterdamse bureau van de firma Cuypers. Samen met zijn vader, maar enkele keren ook alleen, ontwierp hij tal van gebouwen, vooral kerken. Bij een aantal kerken is de invloed van Bellot duidelijk aanwezig.

## Werken

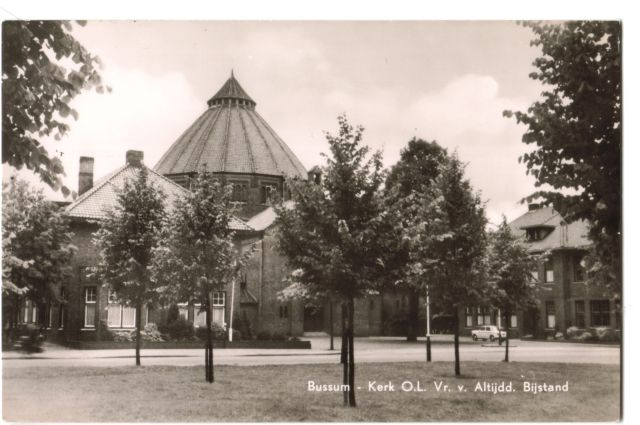
Koepelkerk te Bussum

- Sint-Laurentiuskerk te Dongen (1920–1921), samen met zijn vader Joseph Cuypers
- Kerk van Onze Lieve Vrouwe van Altijddurende Bijstand te Bussum (1920–1921), samen met Joseph Cuypers
- Antonius van Paduakerk (noodkerk) te Aerdenhout (1920–1922), samen met Joseph Cuypers
- Nieuwe Sint-Salviuskerk te Limbricht (1922), samen met Joseph Cuypers
- Sint-Stephanuskerk te Nijmegen (1922–1923), in neo-Byzantijnse trant
- Sint Agathakerk te Beverwijk, (1924), samen met Joseph Cuypers
- Sint-Josephkerk te Barger-Compascuum, (1925), samen met Joseph Cuypers
- Sint-Dyonisiuskerk te Rijssen (1925), samen met Joseph Cuypers
- Onze-Lieve-Vrouw-Hemelvaartkerk te Heemstede (1925–1927), samen met Joseph Cuypers
- Torens van de Kathedrale Basiliek Sint Bavo te Haarlem, uit 1927, mogelijk samen met Joseph Cuypers
- Sint Antonius Abtkerk te Scheveningen (1927), samen met Joseph Cuypers
- Sint-Eligiuskerk te Lewedorp (1927–1928)
- Sint Agathakerk te Zandvoort (1928) in Amsterdamse Schoolstijl
- Onze-Lieve-Vrouw-van-Lourdeskerk te Bergen op Zoom (1926–1928), samen met Joseph Cuypers
- Berchmanianum te Nijmegen (1929)
- Onze-Lieve-Vrouw-van-de-Heilige-Rozenkranskerk te De Goorn (1929), samen met Joseph Cuypers
- Maria Hemelvaartkerk te Nispen (1930)
- Herstel en uitbreiding van de Sint-Stephanuskerk te Stevensweert (1945)
- Bouw van de nieuwe Franciscuskerk te Wolvega (1938), achter de bestaande toren van de architect Wolter te Riele
- Ontwerp voor Kasteel Heeswijk (1932), niet gerealiseerd[1][2]